# Liste der polnischen Herrscher
|  | polnischer Name                   | Geschlecht             | Titel                                                                             | Regierungszeit             | Anmerkungen |
|  | --------------------------------- | ---------------------- | --------------------------------------------------------------------------------- | -------------------------- | --- |
|  | Lech                              |                        |                                                                                   |                            | Legendärer Stammvater der Polen und Anführer des Stammes der Lendizen. |
|  | Krak                              |                        |                                                                                   |                            | Legendärer Gründer Krakaus und Anführer des Stammes der Wislanen. |
|  | Popiel                            |                        |                                                                                   |                            | Legendärer Anführer der Goplanen. |
|  | Piast                             |                        |                                                                                   |                            | Legendärer Stammvater des Herrschergeschlechts der Piasten und Anführer der Polanen. |
|  | Siemowit                          | Piasten                | Anführer der Polanen                                                              | 870–900                    | Historizität nicht belegt. |
|  | Lestek                            | Piasten                | Anführer der Polanen                                                              | 900–930                    | Historizität nicht belegt. |
|  | Siemomysł                         | Piasten                | Anführer der Polanen                                                              | 930–960                    | Historizität nicht belegt. |
|  | Mieszko I.                        | Piasten                | Herzog von Polen                                                                  | 960–992                    | Erster historisch belegbarer Herrscher Polens. |
|  | Bolesław I. der Tapfere           | Piasten                | Herzog von Polen ab 1000 König von Polen                                          | 992–1025                   | Erster König Polens, regierte Polen und Böhmen von 1003 bis 1004 in Personalunion. |
|  | Mieszko II. Lambert               | Piasten                | König von Polen                                                                   | 1025–1031                  | Zweiter König Polens, als König Mieszko I. |
|  | Bezprym                           | Piasten                | Herzog von Polen                                                                  | 1031–1032                  | |
|  | Mieszko II. Lambert               | Piasten                | Herzog von Polen                                                                  | 1032–1034                  | erneut |
|  | Kasimir I. der Erneuerer          | Piasten                | Herzog von Polen                                                                  | 1034–1058                  | |
|  | Bolesław II. der Kühne            | Piasten                | Herzog von Polen ab 1076 König von Polen                                          | 1058–1079                  | Dritter König Polens. |
|  | Władysław I. Herman               | Piasten                | Herzog von Polen                                                                  | 1079–1102                  | |
|  | Zbigniew                          | Piasten                | Herzog von Polen                                                                  | 1102–1107                  | |
|  | Bolesław III. Schiefmund          | Piasten                | Herzog von Polen                                                                  | 1102–1138                  | Einführung des Seniorats 1138. Kleinpolen mit Krakau zur Senioratsprovinz bestimmt. Der Älteste des Geschlechts der Piasten, Seniorherzog (Princeps) von Polen, dadurch Primat über alle polnischen Herzogtümer. 1177 Zusammenbruch der Verfassung durch Staatsstreich unter Kasimir II.; im Reichstag zu Łęczyca 1180 bestätigt. |
|  | Władysław II. der Vertriebene     | Piasten                | Seniorherzog von Polen                                                            | 1138–1146                  | |
|  | Bolesław IV. der Kraushaarige     | Piasten                | Seniorherzog von Polen                                                            | 1146–1173                  | |
|  | Mieszko III. der Alte             | Piasten                | Seniorherzog von Polen                                                            | 1173–1177                  | |
|  | Kasimir II. der Gerechte          | Piasten                | Seniorherzog von Polen                                                            | 1177–1194                  | |
|  | Leszek I. der Weiße               | Piasten                | Seniorherzog von Polen                                                            | 1194–1198                  | |
|  | Mieszko III. der Alte             | Piasten                | Seniorherzog von Polen                                                            | 1198–1202                  | erneut |
|  | Władysław III. Dünnbein           | Piasten                | Seniorherzog von Polen                                                            | 1202–1206                  | |
|  | Leszek I. der Weiße               | Piasten                | Seniorherzog von Polen                                                            | 1206–1210                  | erneut |
|  | Mieszko IV. Kreuzbein             | Piasten                | Seniorherzog von Polen                                                            | 1210–1211                  | |
|  | Leszek I. der Weiße               | Piasten                | Seniorherzog von Polen                                                            | 1211–1227                  | erneut |
|  | Władysław III. Dünnbein           | Piasten                | Seniorherzog von Polen                                                            | 1228–1229                  | erneut |
|  | Konrad von Masowien               | Piasten                | Seniorherzog von Polen                                                            | 1229–1232                  | |
|  | Heinrich I. der Bärtige           | Piasten                | Seniorherzog von Polen                                                            | 1232–1238                  | |
|  | Heinrich II. der Fromme           | Piasten                | Seniorherzog von Polen                                                            | 1238–1241                  | |
|  | Boleslaw II. der Wilde            | Piasten                | Seniorherzog von Polen                                                            | 1241                       | |
|  | Konrad von Masowien               | Piasten                | Seniorherzog von Polen                                                            | 1241–1243                  | erneut |
|  | Bolesław V. der Schamhafte        | Piasten                | Seniorherzog von Polen                                                            | 1243–1279                  | |
|  | Leszek II. der Schwarze           | Piasten                | Seniorherzog von Polen                                                            | 1279–1288                  | |
|  | Heinrich IV. Probus               | Piasten                | Seniorherzog von Polen                                                            | 1288–1290                  | |
|  | Przemysł II.                      | Piasten                | Seniorherzog von Polen ab 1295 König von Polen                                    | 1290–1296                  | Vierter König Polens. Durch seine Krönung zum polnischen König wurde die Zentralmacht wieder gestärkt. |
|  | Wenzel II.                        | Přemysliden            | ab 1291 Herzog in Krakau, bis 1295 Seniorherzog von Polen ab 1300 König von Polen | 1300–1305                  | Fünfter König Polens als Wacław I., regierte Polen und Böhmen von 1300 bis 1305 in Personalunion. |
|  | Wenzel III.                       | Přemysliden            | König von Polen                                                                   | 1305–1306                  | Nur ein Titularkönig, da nie gekrönt. In Polen als solcher Wacław II. genannt. |
|  | Władysław I. Ellenlang            | Piasten                | ab 1306 Herzog in Krakau ab 1320 König von Polen                                  | 1306–1333                  | Als Seniorherzog Władysław IV., als König Władysław I. genannt. |
|  | Kasimir I. der Große              | Piasten                | König von Polen                                                                   | 1333–1370                  | Als Seniorherzog Kasimir III., als König Kasimir I. genannt. |
|  | Ludwig                            | Kapetinger Haus Anjou  | König von Polen                                                                   | 1370–1382                  | König Polens durch Personalunion Ungarns mit Polen von 1370 bis 1382. |
|  | Hedwig/Jadwiga                    | Kapetinger Haus Anjou  | König* von Polen                                                                  | 1382–1399                  | Ab 1386 gemeinsam mit Großfürst Jogaila (Jagiello). Personalunion Litauens mit Polen bis 1569, danach Realunion. |
|  | Władysław II. Jagiełło            | Jagiellonen            | König von Polen                                                                   | 1386–1434                  | |
|  | Władysław III. von Warna          | Jagiellonen            | König von Polen                                                                   | 1434–1444                  | Auch König Ungarns durch Personalunion mit Ungarn von 1440 bis 1444. Władysław III. fiel 1444 in der Schlacht bei Warna bei der Rettung des Oströmischen Reiches im Kampf gegen die osmanischen Türken. |
|  | Kasimir II. der Jagiellone        | Jagiellonen            | König von Polen                                                                   | 1447–1492                  | Als Seniorherzog Kasimir IV., als König Kasimir II. genannt. |
|  | Johann I. Albrecht                | Jagiellonen            | König von Polen                                                                   | 1492–1501                  | |
|  | Alexander der Jagiellone          | Jagiellonen            | König von Polen                                                                   | 1501–1506                  | |
|  | Sigismund I. der Alte             | Jagiellonen            | König von Polen                                                                   | 1506–1548                  | |
|  | Sigismund II. August I.           | Jagiellonen            | König von Polen                                                                   | 1548–1572                  | König Sigismund August war der letzte polnische König aus der Dynastie der Jagiellonen. Unter seiner Regentschaft wurde die Personalunion zwischen Polen und Litauen in eine Realunion umgewandelt. Polen-Litauen wurde 1569 zu einer Adelsrepublik mit einem vom Adel gewählten König.                                           |
|  | Heinrich von Valois               | Kapetinger Haus Valois | König von Polen                                                                   | 1573–1574                  | Erster Wahlkönig Polens, mit deutlich eingeschränkten Rechten. |
|  | Anna Jagiellonica                 | Jagiellonen            | Königin von Polen                                                                 | 1574–1575, formal bis 1587 | |
|  | Stephan Báthory                   | Báthory                | König von Polen                                                                   | 1575–1586                  | |
|  | Sigismund III.                    | Wasa                   | König von Polen                                                                   | 1587–1632                  | König Sigismund Wasa war seit 1592 bis zu seiner Absetzung durch den schwedischen Reichstag 1599 König von Schweden. Personalunion Schwedens mit Polen-Litauen 1592–1599. |
|  | Władysław IV.                     | Wasa                   | König von Polen                                                                   | 1632–1648                  | |
|  | Johann II. Kasimir                | Wasa                   | König von Polen                                                                   | 1648–1668                  | |
|  | Michael Korybut Wiśniowiecki      | Wiśniowiecki           | König von Polen                                                                   | 1669–1673                  | |
|  | Johann III. Sobieski              | Sobieski               | König von Polen                                                                   | 1674–1696                  | |
|  | August II. der Starke             | Wettiner               | König von Polen                                                                   | 1697–1704                  | August der Starke war bei seiner Krönung zum polnischen König bereits Kurfürst von Sachsen. Personalunion des Kurfürstentums Sachsen mit Polen-Litauen 1697–1763. |
|  | Stanislaus I. Leszczyński         | Leszczyński            | König von Polen                                                                   | 1704–1709                  | Durch die Unterstützung von König Karl XII. von Schweden als Gegenkönig 1704 aufgestellt und durch einen Teil des polnischen Adels zum König gewählt und 1705 gekrönt. |
|  | August II. der Starke             | Wettiner               | König von Polen                                                                   | 1709–1733                  | erneut |
|  | Stanislaus I. Leszczyński         | Leszczyński            | König von Polen                                                                   | 1733–1736                  | erneut; 1733 als Nachfolger von August dem Starken mit einer deutlichen Mehrheit zum König von Polen gewählt. Im Rahmen des Polnischen Thronfolgekriegs durch russische und sächsische Truppen mit politischer Unterstützung Österreichs aus dem Amt entfernt.                                                                    |
|  | August III.                       | Wettiner               | König von Polen                                                                   | 1733–1763                  | |
|  | Stanislaus II. August Poniatowski | Poniatowski            | König von Polen                                                                   | 1764–1795                  | |

Bei der 3. Teilung Polens 1795 wurde das Königreich aufgelöst. Von 1807 bis 1815 existierte das Herzogtum Warschau als Satellitenstaat Napoleons. Herzog war König Friedrich August I. von Sachsen, Enkel des vorletzten Königs von Polen August III. Beim Wiener Kongress wurde 1815 ein autonomes Königreich Polen, auch Kongresspolen genannt, geschaffen, in Personalunion mit Russland. Als Könige von Polen wurden die russischen Zaren Alexander I. und Nikolaus I. gekrönt. Im Novemberaufstand setzte der polnische Sejm die Dynastie der Romanow ab, worauf Kongresspolen 1831 seine Autonomie verlor, auf den Status einer gewöhnlichen russischen Provinz degradiert und direkt ins Russische Reich eingegliedert wurde. 1916 bis 1918 bestand das Regentschaftskönigreich Polen (ohne König, mit dreiköpfigem Regentschaftsrat) als Satellitenstaat der Mittelmächte.